# Dundalk Football Club 1987-1988
Questa voce raccoglie le informazioni riguardanti il Dundalk Football Club nelle competizioni ufficiali della stagione 1987-1988.

## Maglie e sponsor
Viene sottoscritto un contratto con la Union Sports, che disegna una maglia a righe nere su sfondo bianco. Da quella stessa stagione lo sponsor ufficiale è Harp Lager.
| Manica sinistra · Manica sinistra · Maglietta · Maglietta · Manica destra · Manica destra · Pantaloncini · Calzettoni |

## Rosa
| N. |                    | Ruolo | Calciatore    |
| -- | ------------------ | ----- | ------------- |
|    | Irlanda (bandiera) | P     | Alan O'Neill  |
|    | Irlanda (bandiera) | D     | John Cleary   |
|    | Irlanda (bandiera) | D     | Dave Connell  |
|    | Irlanda (bandiera) | D     | Jim Gannon    |
|    | Irlanda (bandiera) | D     | Martin Lawlor |
|    | Irlanda (bandiera) | D     | Joey Malone   |
|    | Irlanda (bandiera) | D     | Harry McCue   |
|    | Irlanda (bandiera) | C     | Barry Kehoe   |
|    | Irlanda (bandiera) | C     | Gino Lawless  |

| N. |                    | Ruolo | Calciatore       |
| -- | ------------------ | ----- | ---------------- |
|    | Irlanda (bandiera) | C     | Martin Murray    |
|    | Irlanda (bandiera) | C     | Mick Shelley     |
|    | Irlanda (bandiera) | C     | Larry Wyse       |
|    | Irlanda (bandiera) | A     | Terry Eviston    |
|    | Irlanda (bandiera) | A     | Dessie Gorman    |
|    | Irlanda (bandiera) | A     | Paul Newe        |
|    | Irlanda (bandiera) | A     | Michael O'Connor |
|    | Irlanda (bandiera) | A     | Alan O'Toole     |

## Calciomercato

### Sessione estiva
| Acquisti | Acquisti    | Acquisti     | Acquisti |
| R.       | Nome        | da           | Modalità |
| -------- | ----------- | ------------ | -------- |
| D        | John Cleary | St Patrick's |          |

| Cessioni | Cessioni      | Cessioni     | Cessioni |
| R.       | Nome          | a            | Modalità |
| -------- | ------------- | ------------ | -------- |
| C        | Derek Carroll | Athlone Town |          |
| C        | Tom McNulty   | Finn Harps   |          |
| A        | Paddy Joyce   | Shelbourne   |          |

### Sessione autunnale
| Acquisti | Acquisti         | Acquisti        | Acquisti |
| R.       | Nome             | da              | Modalità |
| -------- | ---------------- | --------------- | -------- |
| A        | Michael O'Connor | Shamrock Rovers |          |

## Risultati

### Premier Division

#### Prima fase
| Cork 13 settembre 1987 1ª giornata | Cork City | 0 – 2 | Dundalk | Turner's Cross |

| Dundalk 20 settembre 1987 2ª giornata | Dundalk | 2 – 1 | Limerick City | Oriel Park |

| Dublino 27 settembre 1987 3ª giornata | Shelbourne | 0 – 2 | Dundalk | Harold's Cross Stadium |

| Dundalk 4 ottobre 1987 4ª giornata | Dundalk | 0 – 0 | Bohemians | Oriel Park |

| Sligo 11 ottobre 1987 5ª giornata | Sligo Rovers | 2 – 2 | Dundalk | Showgrounds |

| Dundalk 18 ottobre 1987 6ª giornata | Dundalk | 1 – 0 | Waterford United | Oriel Park |

| Galway 25 ottobre 1987 7ª giornata | Galway Utd | 1 – 0 | Dundalk | Terryland Park |

| Dundalk 26 ottobre 1987 8ª giornata | Dundalk | 0 – 2 | St Patrick's | Oriel Park |

| Dublino 30 ottobre 1987 9ª giornata | Shamrock Rovers | 0 – 1 | Dundalk | Tolka Park |

| Dundalk 8 novembre 1987 10ª giornata | Dundalk | 2 – 0 | Derry City | Oriel Park |

| Dundalk 15 novembre 1987 11ª giornata | Dundalk | 2 – 0 | Bray Wanderers | Oriel Park |

#### Seconda fase
| Bray 22 novembre 1987 12ª giornata | Bray Wanderers | 2 – 3 | Dundalk | Carlisle Grounds |

| Dundalk 23 novembre 1987 13ª giornata | Dundalk | 2 – 3 | Cork City | Oriel Park |

| Limerick 6 dicembre 1987 14ª giornata | Limerick City | 0 – 3 | Dundalk | Rathbane Stadium |

| Dundalk 13 dicembre 1987 15ª giornata | Dundalk | 3 – 1 | Shelbourne | Oriel Park |

| Dundalk 20 dicembre 1987 16ª giornata | Bohemians | 3 – 2 | Dundalk | Dalymount Park |

| Dundalk 27 dicembre 1987 17ª giornata | Dundalk | 1 – 0 | Sligo Rovers | Oriel Park |

| Waterford 28 dicembre 1987 18ª giornata | Waterford United | 2 – 3 | Dundalk | Kilcohan Park |

| Dundalk 4 gennaio 1988 19ª giornata | Dundalk | 1 – 1 | Shamrock Rovers | Oriel Park |

| Derry 11 gennaio 1988 20ª giornata | Derry City | 3 – 0 | Dundalk | Brandywell |

| Dundalk 18 gennaio 1988 21ª giornata | Dundalk | 2 – 1 | Galway Utd | Oriel Park |

| Dublino 24 gennaio 1988 22ª giornata | St Patrick's | 2 – 2 | Dundalk | Richmond Park |

#### Terza fase
| Dundalk 7 febbraio 1988 23ª giornata | Dundalk | 4 – 0 | Limerick City | Oriel Park |

| Dublino 21 febbraio 1988 24ª giornata | Shelbourne | 0 – 1 | Dundalk | Harold's Cross Stadium |

| Dundalk 28 febbraio 1988 25ª giornata | Dundalk | 0 – 2 | Bohemians | Oriel Park |

| Cork 1º marzo 1988 26ª giornata | Cork City | 1 – 1 | Dundalk | Turner's Cross |

| Sligo 13 marzo 1988 27ª giornata | Sligo Rovers | 0 – 0 | Dundalk | Showgrounds |

| Dundalk 17 marzo 1988 28ª giornata | Dundalk | 1 – 1 | Waterford United | Oriel Park |

| Galway 20 marzo 1988 29ª giornata | Galway Utd | 2 – 0 | Dundalk | Terryland Park |

| Dublino 2 aprile 1988 30ª giornata | Shamrock Rovers | 0 – 1 | Dundalk | Tolka Park |

| Dundalk 4 aprile 1988 31ª giornata | Dundalk | 3 – 2 | Derry City | Oriel Park |

| Dundalk 13 aprile 1988 32ª giornata | Dundalk | 5 – 1 | Bray Wanderers | Oriel Park |

| Dundalk 21 aprile 1988 33ª giornata | Dundalk | 1 – 1 | St Patrick's | Oriel Park |

### FAI Cup
| Sligo 14 febbraio 1988 Quarto turno | Sligo Rovers | 1 – 1 | Dundalk | Showgrounds |

| Dundalk 18 febbraio 1988 Quarto turno - Replay | Dundalk | 3 – 2 | Sligo Rovers | Oriel Park |

| Bray 6 marzo 1988 Quinto turno | Bray Wanderers | 2 – 0 | Dundalk | Carlisle Grounds |

| Dundalk 27 marzo 1988 Quarti di finale | Dundalk | 0 – 0 | Cork City | Oriel Park |

| Cork 30 marzo 1988 Quarti di finale - Replay | Cork City | 0 – 1 | Dundalk | Turner's Cross |

| Dundalk 10 aprile 1988 Quarti di finale - Andata | Dundalk | 1 – 0 | St Patrick's | Oriel Park |

| Dublino 17 aprile 1988 Quarti di finale - Ritorno | St Patrick's | 0 – 3 | Dundalk | Richmond Park |

| Dublino 1º maggio 1988 Finale                       | Dundalk   | 1 – 0 | Derry City | Dalymount Park |
| \| \| \| \| \| Cleary 20’ (rig.) \| Marcatori \| \| |           |       |            |                |
|                                                     |           |       |            |                |
| Cleary 20’ (rig.)                                   | Marcatori |       |            |                |

### LOI Cup

#### Fase a gironi
| 23 agosto 1987 1ª giornata | Bohemians | 1 – 0 | Dundalk |  |

| 30 agosto 1987 2ª giornata | Monaghan Utd | 1 – 3 | Dundalk |  |

| 2 settembre 1987 3ª giornata | Dundalk | 2 – 0 | Drogheda Utd |  |

#### Fase ad eliminazione diretta
| 6 settembre 1987 Quarti di finale | Dundalk | 1 – 2 | St Patrick's |  |

### Coppa delle Coppe
| Arbitro: | Enriquez Negreira |

|                                                 |           |  |
| Rijkaard 65’ Blind 65’ Winter 81’ Stapleton 85’ | Marcatori |  |

| Arbitro: | Larsson |

|  |           |                            |
|  | Marcatori | 71’ (aut.) Newe 86’ Meijer |

## Statistiche

### Statistiche dei giocatori
| Giocatore   | Premier Division | Premier Division | FAI Cup  | FAI Cup | LOI Cup  | LOI Cup | Coppa delle Coppe | Coppa delle Coppe | Totale   | Totale |
| Giocatore   | Presenze         | Reti             | Presenze | Reti    | Presenze | Reti    | Presenze          | Reti              | Presenze | Reti   |
| ----------- | ---------------- | ---------------- | -------- | ------- | -------- | ------- | ----------------- | ----------------- | -------- | ------ |
| J. Cleary   | 33               | 5                | 7+       | 2       | ?        | 1       | 2                 | 0                 | 42+      | 8      |
| D. Connell  | 5                | 0                | 0        | 0       | ?        | 0       | 0                 | 0                 | 5+       | 0      |
| T. Eviston  | 32               | 11               | 8        | 2       | ?        | 2       | 2                 | 0                 | 42+      | 15     |
| J. Gannon   | 1                | 0                | 0        | 0       | ?        | 0       | 0                 | 0                 | 1+       | 0      |
| D. Gorman   | 33               | 12               | 7        | 2       | ?        | 0       | 2                 | 0                 | 42+      | 14     |
| B. Kehoe    | 24               | 4                | 8        | 1       | ?        | 0       | 2                 | 0                 | 34+      | 5      |
| G. Lawless  | 33               | 2                | 7+       | 0       | ?        | 0       | 2                 | 0                 | 42+      | 2      |
| M. Lawlor   | 28               | 0                | 5        | 0       | ?        | 0       | 0                 | 0                 | 33+      | 0      |
| J. Malone   | 33               | 1                | 8        | 0       | ?        | 0       | 2                 | 0                 | 43+      | 1      |
| H. McCue    | 6                | 0                | 5+       | 0       | ?        | 0       | 2                 | 0                 | 13+      | 0      |
| M. Murray   | 30               | 3                | 8        | 1       | ?        | 1       | 2                 | 0                 | 40+      | 5      |
| P. Newe     | 15               | 1                | 4        | 2       | ?        | 1       | 2                 | 0                 | 21+      | 4      |
| M. O'Connor | 24               | 7                | 5        | 0       | ?        | 0       | 0                 | 0                 | 29+      | 7      |
| A. O'Neill  | 33               | -32              | 8        | -3      | ?        | -?      | 2                 | -6                | 43+      | -41+   |
| A. O'Toole  | 1                | 0                | 0        | 0       | -        | 0       | -                 | -                 | 1        | 0      |
| M. Shelley  | 4                | 0                | 0        | 0       | ?        | 1       | 2                 | 0                 | 6+       | 1      |
| L. Wyse     | 33               | 0                | 7        | 5       | ?        | 1       | 2                 | 0                 | 42+      | 6      |